# Mercat Municipal (Alginet)
El mercat municipal és un edifici d'Alginet, un dels primers projectes de l'obra de l'arquitecte Carlos Carbonell Pañella (1873-1933), representant de l'Art Nouveau, Modernisme o Secession en València. El mercat municipal és un dels edificis més importants de la història del poble d'Alginet.
Mercat Municipal d'Abasts. Té 400 m² i 14 estants organitzats en dos corredors paral·lels i la superfície s'ha cobert amb planxes metàl·liques. Aquest està operatiu tots els dies de 7 del matí a 2 del migdia.

## Història
El mercat municipal d'Alginet va ser construït per D. Carlos Carbonell Pañella utilitzant com a material principal per construir-lo un petri calcari molt compacte segons les especificacions, però prou porós en realitat, amb acabat buixardat en la façana, també es va incorporar l'ús de la teula plana i per acabar amb la construcció i parlant dels conglomerats, destaca la utilització del ciment pòrtland i la calç hidràulica. Va ser construït sense que l'ajuntament ho encarregara. El projecte va ser aprovat per l'alcalde el 20 de gener de 1904. La inauguració es va dur a terme en 1905 amb Peregrin Escutia com a alcalde. En 1994 va ser reformat i al juny del 2019 es va reobrir després de finalitzar una segona reforma.

## Descripció
Una única nau central coberta que, gràcies a marquesines laterals, ofereix una lectura com si es tractara de tres cossos. Davall la nau coberta l'espai és ocupat per les parades dels venedors distribuint les taules en dues fileres en el sentit longitudinal i deixant entre ambdues pas per a la circulació. Les marquesines protegeixen el públic que s'acosta a comprar al centre del mercat es disposen dues xicotetes andanes per a la venda sense taules, en un nombre total de 18 venedors.
Idèntiques façanes, realitzades en pedra calcària amb acabat buixardat, rematades superiorment de manera escalonada, limiten de nord a sud la nau central. Per tal de accedir al corredor entre parades, un buit, actualment segat, sembla que albergava la fusteria amb motius decorats a l'estil. Sobre aquest i amb mes gran dimensió, hi havia un altre buit, precursor d'uns dels elements característic de la arquitectura posterior del projectista Carbonell, el finestral tripartit.
Per tal de salvar el desnivell que hi havia entre el mercat i el carrer de la Puríssima i l'actual plaça del Mercat, hi ha sengles escales laterals en la mateixa pedra calcària que la resta de la façana, per tal de facilitar l'accés a les parades que hi ha davall les marquesines.